# Loi constitutionnelle prussienne sur les communes

Prusse après la Première Guerre mondiale (bleu foncé)

La loi constitutionnelle prussienne sur les communes (PrGemVG 1933) du 15 décembre 1933 unifie le droit municipal auparavant fragmenté dans l'État libre de Prusse. Elle forme le prélude à la législation national-socialiste des communes. L'essentiel des dispositions est la définition des pouvoirs et de la position du chef de la communauté au sens du principe du chef.
Tous les règlements des villes et des communes en vigueur jusqu'alors sont abrogés. Désormais, un seul règlement communal s'applique à toutes les anciennes communes urbaines et rurales prussiennes, à l'exception de la capitale Berlin. Dès lors, les chefs des communes concernées sont appelés « maires ». Ces dirigeants ne sont plus élus mais nommés.
La loi constitutionnelle prussienne sur les communes est en grande partie créée sous la direction de Carl Schmitt. Elle contenait pour la première fois des règles complètes sur les possibilités d'activités économiques et sociales des communes. La loi n'est valable qu'en Prusse. Dans tous les autres États membres du Reich allemand, plus de 30 constitutions communales de droit régional sont restées en vigueur jusqu'à l'introduction du code municipal allemand.
La loi sur la constitution des communes est entrée en vigueur le 1er janvier 1934 et est remplacée le 1er avril 1935 par le code communal allemand unifié du 30 janvier 1935.
Le texte de la loi est publié sous forme imprimée dans le recueil des lois prussiennes de 1933, pièce 78 (du 18 décembre 1933),; de l'Université de Cracovie.